# Mannaricium
Mannaricium, het hedendaagse Maurik, was een Romeinse nederzetting in de provincie Neder-Germanië (Germania Inferior). Het was een grensfort (castellum) aan de Rijn, langs de noordgrens van het Romeinse Rijk; de zogenaamde limes (Latijn voor "grens"). Mannaricium staat vermeld in de Romeinse reisgids Itinerarium Antonini tussen Carvo (Kesteren) en Traiectum (Utrecht).

## Geschiedenis
De naam Mannaricium stamt mogelijk af van Maleriacum (eigendom van Malerus of Malerius), een Keltische naam, wat zou betekenen dat de plaats al voor de Romeinse bezetting werd bewoond. De Romeinen bouwden het fort op de zuidelijke oever van een bocht in de Rijn. Deze bocht is in de loop der tijd verdwenen, waarmee ook de resten van Mannaricium verdwenen. De ligging is globaal bekend door resten die werden gevonden tijdens baggerwerkzaamheden in 1972. Het fort werd waarschijnlijk gebouwd na de Bataafse Opstand van 69-70, eerst in hout en aan het eind van de 2e eeuw in steen. Van 70-116 was het Cohors II Hispanorum equitata hier gestationeerd, en tot 83 bovendien het Cohors II Thracum equitata. Overigens was het cohors I Thracum equitata gestationeerd in het nabijgelegen Levefanum (Rijswijk).
Zoals vrijwel alle castella op Nederlands grondgebied werd Mannaricium waarschijnlijk verlaten rond 275. Rond 330 werd het opnieuw in gebruik genomen, maar het is niet zeker of er toen nog soldaten gelegerd waren of dat het om een burgernederzetting (vicus) ging.